# Maciej Dąbrowski (piłkarz)
Maciej Dąbrowski (ur. 20 kwietnia 1987 w Radziejowie) – polski piłkarz, występujący na pozycji obrońcy.

## Kariera
Dąbrowski rozpoczynał karierę w Lubieniance Lubień Kujawski. W latach 2005–2006 był zawodnikiem Zawiszy Bydgoszcz. Następnie grał w trzecioligowej Victorii Koronowo. Jego kolejnym klubem był GKS Bełchatów, w którym rozegrał jeden mecz. W 2009 ponownie trafił do Zawiszy, gdzie spędził trzy lata. Wystąpił dla zespołu w 72 spotkaniach i zdobył 9 bramek. W sezonie 2011/2012 reprezentował barwy Olimpii Grudziądz.
16 lipca 2012 Dąbrowski podpisał kontrakt z Pogonią Szczecin. Przez ponad dwa lata większość meczów grał w podstawowym składzie, stając się jednocześnie najczęściej strzelającym gole obrońcą w drużynie (7 bramek w 70 meczach). Po przyjściu trenera Jána Kociana w październiku 2014, jego akcje jednak wyraźnie spadły. Dąbrowski został więc na pół roku wypożyczony do pierwszoligowego Zagłębia Lubin. Razem z drużyną z Dolnego Śląska obrońca wywalczył awans, a następnie został wykupiony przez lubiński klub z Pogoni.
6 sierpnia 2016 został piłkarzem Legii Warszawa, podpisując 3-letni kontrakt. 3 marca 2017, w wygranym meczu Ekstraklasy z Zagłębiem Lubin (3:1) strzelił swojego pierwszego gola dla Legii, na 2:1 w 82. minucie spotkania, był to jego 10. występ w warszawskim klubie. Od rundy wiosennej sezonu 2019/2020 do końca sezonu 2022/2023 piłkarz ŁKS Łódź, w ostatnim sezonie w ŁKS wywalczył awans do Ekstraklasy.

## Statystyki kariery
(aktualne na dzień 1 czerwca 2018)
| Klub                  | Sezon              | Liga               | Liga  | Liga   | Puchar Polski | Puchar Polski | Europa | Europa | Suma  | Suma   |
| Klub                  | Sezon              | Liga               | Mecze | Bramki | Mecze         | Bramki        | Mecze  | Bramki | Mecze | Bramki |
| --------------------- | ------------------ | ------------------ | ----- | ------ | ------------- | ------------- | ------ | ------ | ----- | ------ |
| Victoria Koronowo     | 2006/07            | III liga           | –     | –      | 1             | 0             | –      | –      | 1     | 0      |
| Victoria Koronowo     | 2007/08            | III liga           | 11    | 0      | 2             | 0             | –      | –      | 13    | 0      |
| Victoria Koronowo     | Ogólnie            | Ogólnie            | 11    | 0      | 3             | 0             | 0      | 0      | 14    | 0      |
| GKS Bełchatów         | 2007/08            | I liga             | 1     | 0      | –             | –             | –      | –      | 1     | 0      |
| GKS Bełchatów         | 2008/09            | Ekstraklasa        | –     | –      | –             | –             | –      | –      | 0     | 0      |
| GKS Bełchatów         | Ogólnie            | Ogólnie            | 1     | 0      | 0             | 0             | 0      | 0      | 1     | 0      |
| Zawisza Bydgoszcz     | 2008/09            | II liga            | 9     | 1      | –             | –             | –      | –      | 9     | 1      |
| Zawisza Bydgoszcz     | 2009/10            | II liga            | 33    | 3      | –             | –             | –      | –      | 33    | 3      |
| Zawisza Bydgoszcz     | 2010/11            | III liga           | 30    | 5      | 2             | 0             | –      | –      | 32    | 5      |
| Zawisza Bydgoszcz     | Ogólnie            | Ogólnie            | 72    | 9      | 2             | 0             | 0      | 0      | 74    | 9      |
| Olimpia Grudziądz     | 2011/12            | I liga             | 31    | 4      | –             | –             | –      | –      | 31    | 4      |
| Olimpia Grudziądz     | Ogólnie            | Ogólnie            | 31    | 4      | 0             | 0             | 0      | 0      | 31    | 4      |
| Pogoń Szczecin        | 2012/13            | Ekstraklasa        | 25    | 2      | 1             | 0             | –      | –      | 26    | 2      |
| Pogoń Szczecin        | 2013/14            | Ekstraklasa        | 31    | 3      | –             | –             | –      | –      | 31    | 3      |
| Pogoń Szczecin        | 2014/15            | Ekstraklasa        | 14    | 2      | 2             | 0             | –      | –      | 16    | 2      |
| Pogoń Szczecin        | Ogólnie            | Ogólnie            | 70    | 7      | 3             | 0             | 0      | 0      | 73    | 7      |
| Zagłębie Lubin (wyp.) | 2014/15            | I liga             | 14    | 1      | –             | –             | –      | –      | 14    | 1      |
| Zagłębie Lubin        | 2015/16            | Ekstraklasa        | 30    | 3      | 3             | 0             | –      | –      | 33    | 3      |
| Zagłębie Lubin        | 2016/17            | Ekstraklasa        | 3     | 1      | –             | –             | 6      | 1      | 9     | 2      |
| Zagłębie Lubin        | Ogólnie            | Ogólnie            | 47    | 5      | 3             | 0             | 6      | 1      | 56    | 6      |
| Legia Warszawa        | 2016/17            | Ekstraklasa        | 18    | 2      | 1             | 0             | 4      | 0      | 23    | 2      |
| Legia Warszawa        | 2017/18            | Ekstraklasa        | 9     | 1      | 5             | 1             | 5      | 0      | 19    | 2      |
|                       | Ogólnie            | Ogólnie            | 27    | 3      | 6             | 1             | 9      | 0      | 42    | 4      |
| Zagłębie Lubin        | 2017/18            | Ekstraklasa        | 6     | 0      | –             | –             | –      | –      | 6     | 0      |
| Ogólnie w karierze    | Ogólnie w karierze | Ogólnie w karierze | 265   | 28     | 17            | 1             | 15     | 1      | 297   | 30     |

## Sukcesy

### Legia Warszawa
- Mistrzostwo Polski: 2016/2017, 2017/2018
- Puchar Polski: 2017/2018

### Indywidualne
- Obrońca sezonu Ekstraklasy: 2016/2017[10]